# Fetty Wap
Fetty Wap, pseudonym för Willie Maxwell II, född 7 juni 1991 i Paterson, är en amerikansk rappare. Han kommer ursprungligen ifrån Paterson, New Jersey, och är mest känd för sin singel "Trap Queen" från 2014, som hamnade på andra plats på Billboard Hot 100. Fetty Wap tecknade i november 2014 ett kontrakt med 300 Entertainment och släppte sitt debutstudioalbum i september 2015.

## Biografi
Willie Maxwell växte upp i Paterson. Som barn drabbades han av glaukom i båda ögonen. Hans läkare kunde inte rädda ena ögat, och nu har han en ögonprotes i detta öga.

## Diskografi (urval)

### Mixtapes
- Up Next (2014)
- Zoo Style (2015)
- Trap Queen (2014)
- 679 (2015)
- My Way (2015)
- Jimmy Choo (2016)
- For My Fans III: The Final Chapter (2018)

### Studioalbum
- Fetty Wap (2015)